# 陳玉鈴
陳玉鈴（1967年4月1日—）是台灣民主進步黨籍政治人物，現為南投縣議員，過去曾任竹山鎮鎮民代表、立法委員羅美玲服務處主任。

## 生平
陳玉玲在從政前曾擔任為媽祖傳話的仙姑，也曾以歌手身分發唱片。他在2014年時當選竹山鎮鎮民代表，於2017年底投入民進黨南投縣議員初選。後雖通過初選代表民進黨參選2018年議員選舉，但未當選。
2022年時陳玉玲通過民進黨黨內初選，再次參選南投縣議員。他在此次選舉當選，並在議會內與同黨議員蔡銘軒獲民進黨黨團推舉參選正副議長，敗予由國民黨推派的何勝豐和潘一全。
陳玉玲在2024年時參選民進黨南投縣黨部主委，當選。

### 面臨罷免
大罷免持續期間，陳玉玲與蔡銘軒面臨罷免。罷免陳玉玲領銜人為國民黨立委游顥助理，國民黨透過組織戰順利通過罷免一階提議與二階連署。罷免於2025年7月13日投票，是大罷免中唯一針對民進黨籍的投票，也被視為是眾多立委罷免案的前哨戰。
陳玉玲為不讓自身罷免案影響到其他罷免國民黨團體的人力、能量，而拒絕罷免國民黨團體志工協助並對罷免冷處理。最終其罷免案因同意票未達到25%罷免門檻而失敗，其任內不得再次罷免。

## 選舉紀錄
| 年度 | 選舉屆數               | 選舉區                | 所屬政黨   | 得票數 | 得票率 | 當選標記 |
| ---- | ---------------------- | --------------------- | ---------- | ------ | ------ | -------- |
| 2014 | 第20屆竹山鎮民代表選舉 | 南投縣竹山鎮第1選舉區 | 無黨籍     | 1,579  | 10.81% |          |
| 2018 | 第19屆南投縣議員選舉   | 南投縣第4選舉區       | 民主進步黨 | 2,870  | 6.77%  |          |
| 2022 | 第20屆南投縣議員選舉   | 南投縣第4選舉區       | 民主進步黨 | 5,028  | 12.84% |          |

|          |            | 個數   | 占選舉人數％ |
| -------- | ---------- | ------ | ------------ |
| 選舉人數 | 選舉人數   | 57,207 | 100          |
| 門檻票數 | 門檻票數   | 14,302 | 25           |
|          | 同意票數   | 12,160 | 21.26        |
|          | 不同意票數 | 5,867  | 10.26        |
| 有效票數 | 有效票數   | 18,027 | 31.51        |
| 無效票數 | 無效票數   | 144    | 0.25         |
| 總投票數 | 總投票數   | 18,171 | 31.76        |
| 結果     | 結果       | 否決   | 否決         |